# Tephritis bardanae
Tephritis bardanae är en tvåvingeart som först beskrevs av Franz Paula von Schrank 1803.  Tephritis bardanae ingår i släktet Tephritis och familjen borrflugor.
Artens utbredningsområde sträcker sig från de Brittiska öarna i väst, över Skandinavien, söderut till Frankrike och Centraleuropa och österut till Kazakstan. Arten är reproducerande i Sverige.

## Bilder

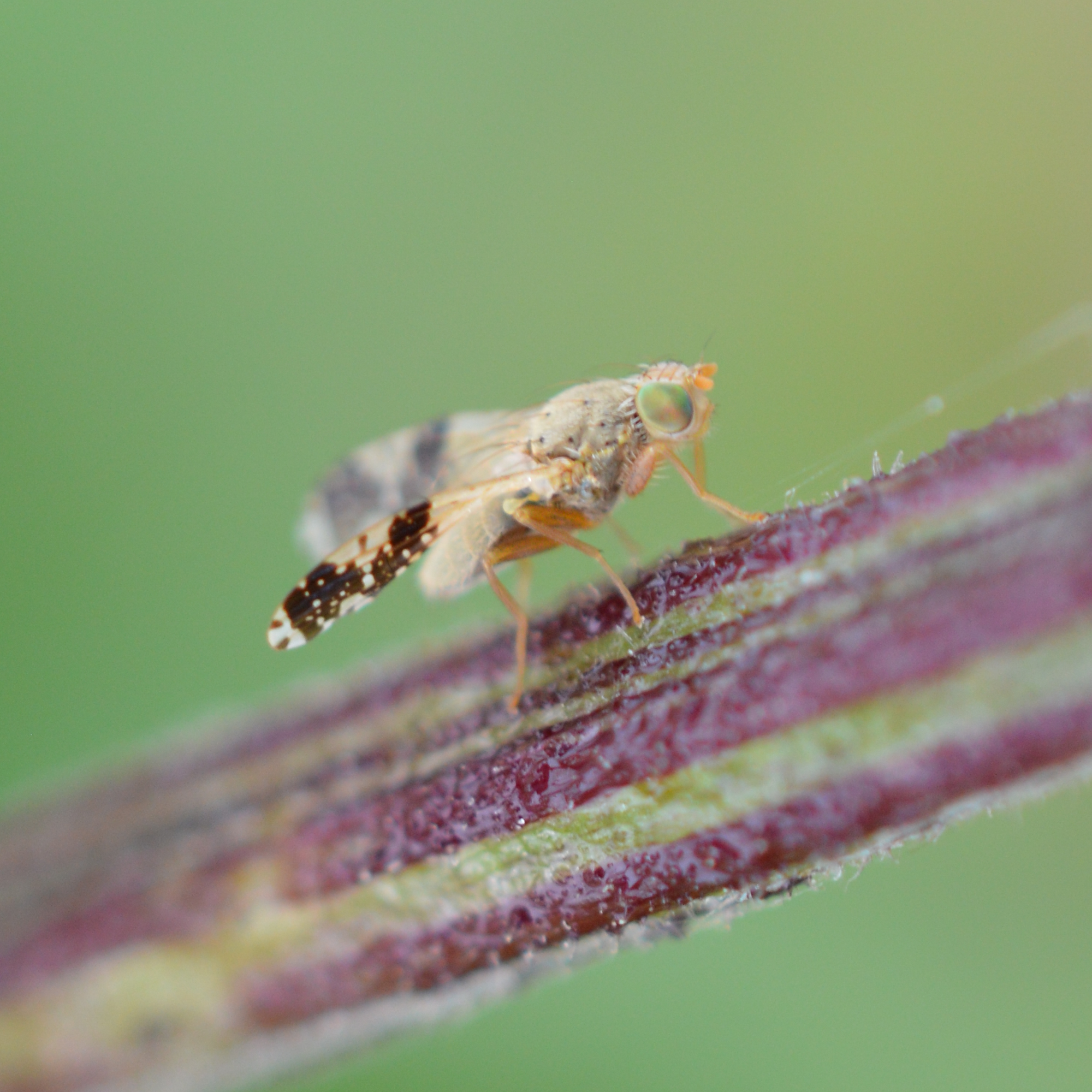
Fotograferad i Uppsala på Kardborre
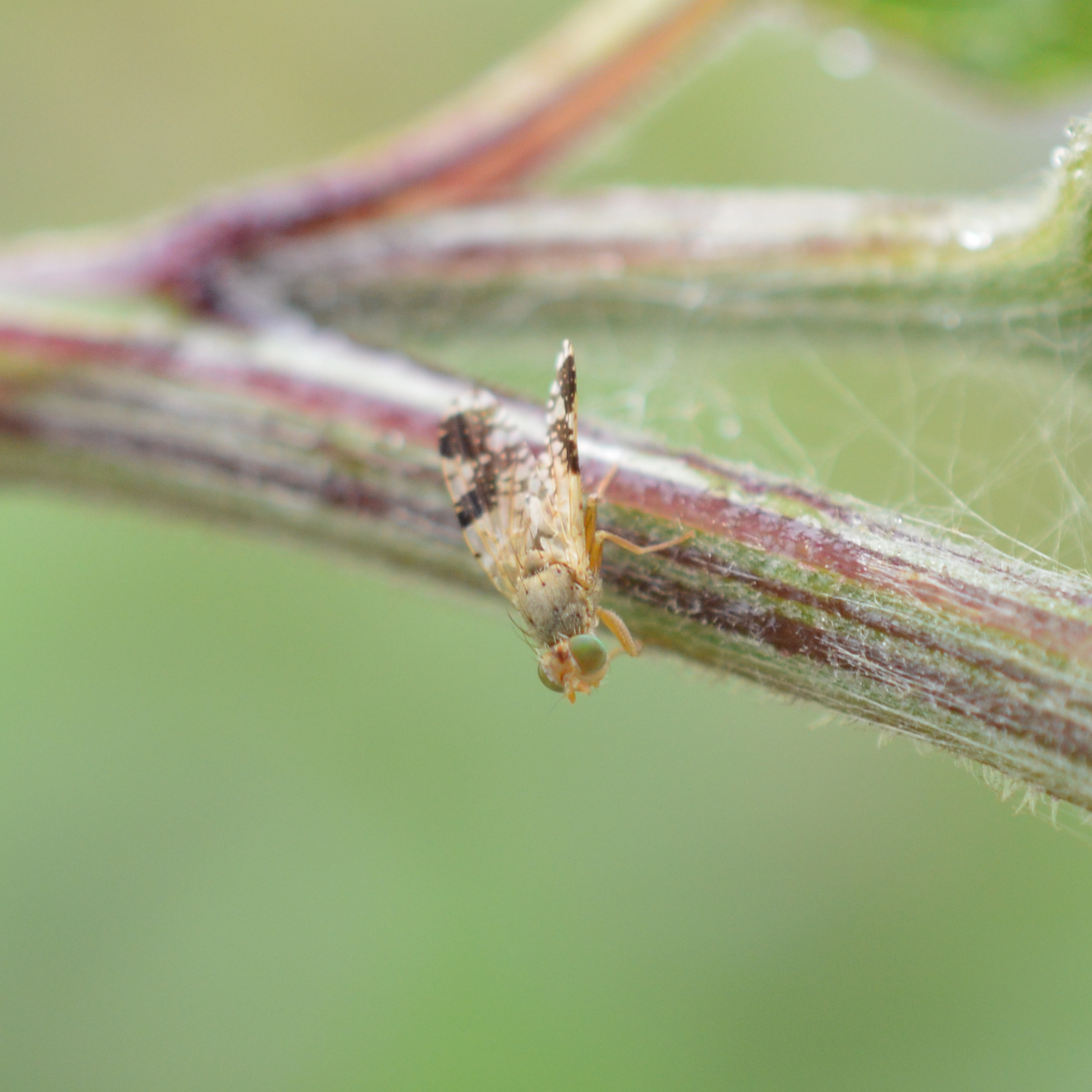
Fotograferad i Uppsala på Kardborre
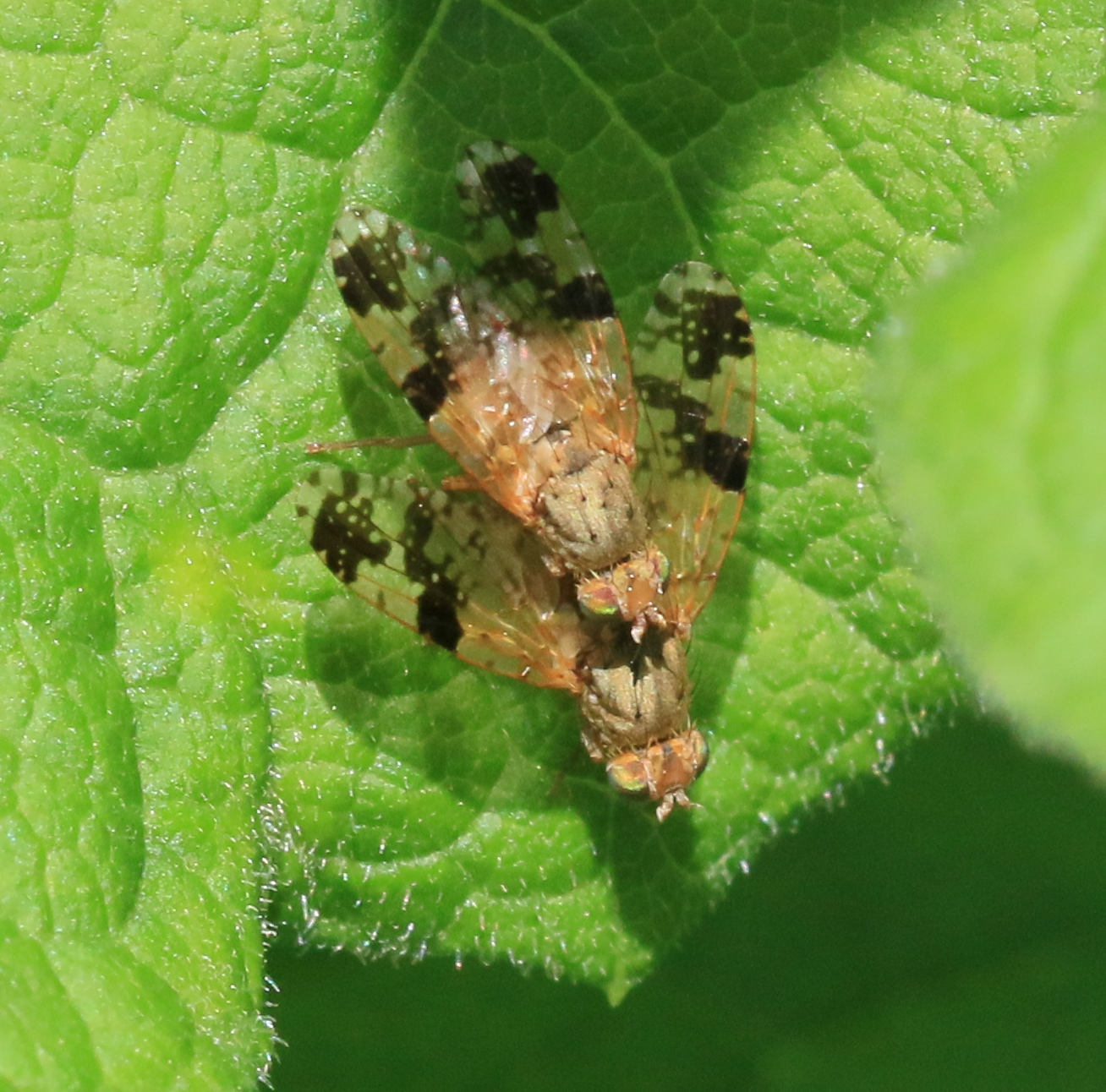
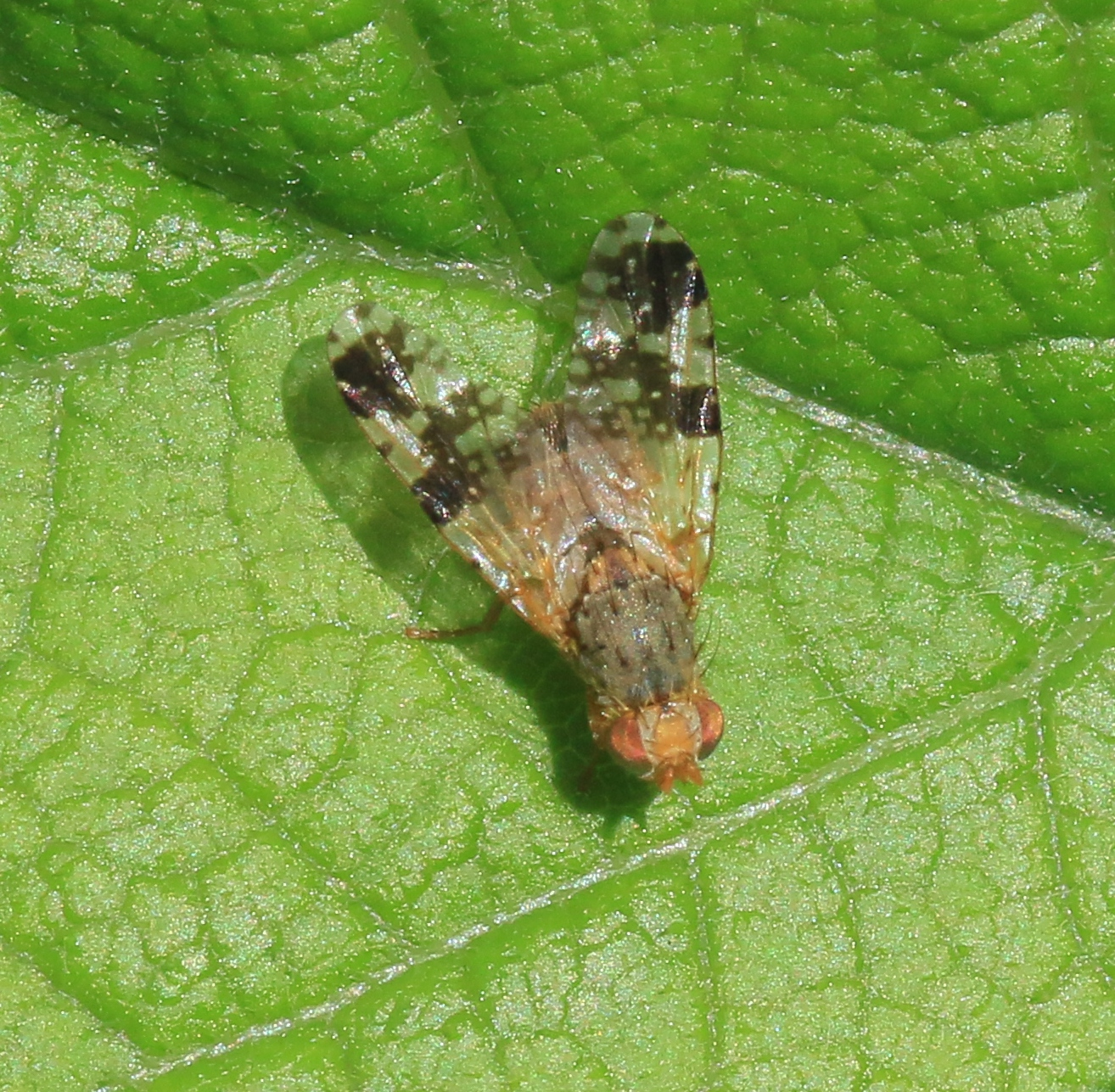
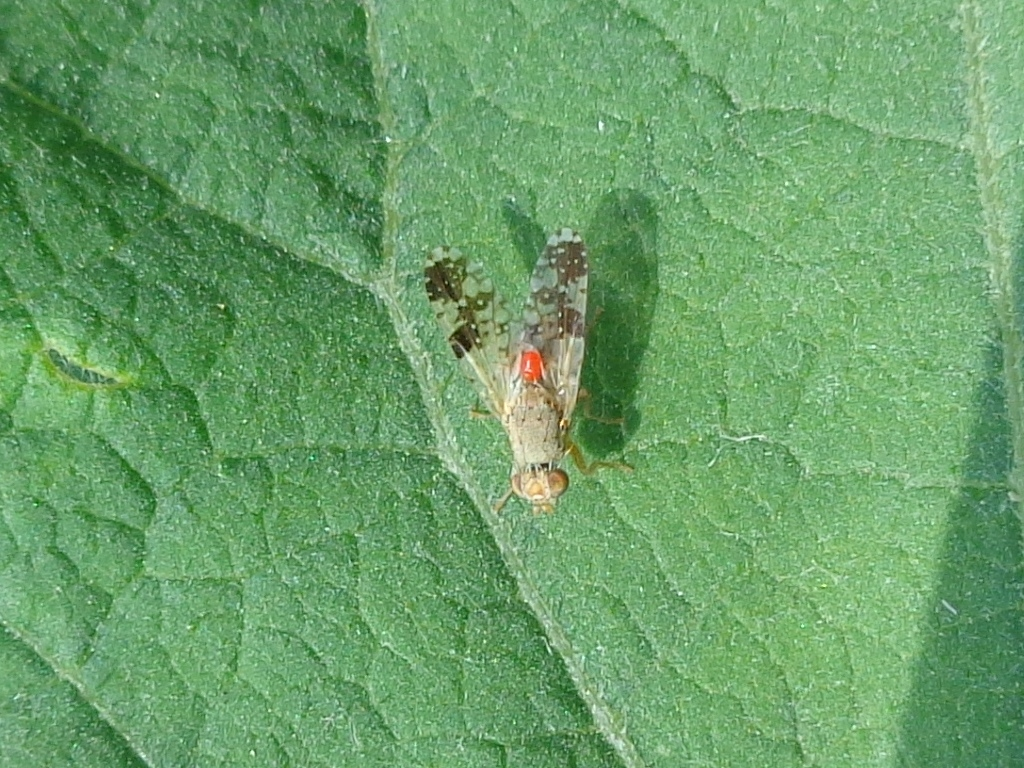